# Survivor Series 2015
Survivor Series 2015 è stata la ventinovesima edizione dell'omonimo evento in pay-per-view prodotto annualmente dalla World Wrestling Entertainment. L'evento si è svolto il 22 novembre 2015 alla Philips Arena di Atlanta (Georgia).

## Storyline
Nella puntata di Raw del 26 ottobre Roman Reigns ha sconfitto l'Intercontinental Champion Kevin Owens, lo United States Champion Alberto Del Rio e Dolph Ziggler in un Fatal 4-Way match, diventando così il primo sfidante per il WWE World Heavyweight Championship. Tuttavia, in seguito al grave infortunio al ginocchio occorso al campione Seth Rollins il 4 novembre durante un evento dal vivo tenutosi a Dublino, il titolo mondiale è stato reso vacante e contestualmente la WWE ha sancito un torneo le cui semifinali e finale si disputeranno proprio a Survivor Series per decretare il nuovo campione. Nella puntata di Raw del 9 novembre Triple H ha offerto a Reigns (il quale avrebbe dovuto essere lo sfidante al titolo) la possibilità di passare direttamente alla finale del torneo se si fosse alleato con l'Authority; tuttavia Reigns ha rifiutato l'offerta di Triple H. Nella puntata di Raw del 16 novembre Reigns, Dean Ambrose, Kevin Owens e Alberto Del Rio si sono qualificati per le semifinali del torneo; dunque a Survivor Series Reigns affronterà Del Rio, mentre Owens affronterà Ambrose.
Il 25 ottobre, a Hell in a Cell, The Undertaker è stato sconfitto da Brock Lesnar in un brutale Hell in a Cell match; al termine dell'incontro la Wyatt Family (Bray Wyatt, Luke Harper, Braun Strowman e Erick Rowan) ha attaccato The Undertaker per poi portarlo al di fuori dell'arena. La sera successiva, a Raw, Kane ha confrontato la Wyatt Family ma anch'egli viene attaccato e scortato fuori dall'arena. Nella puntata di Raw del 9 novembre The Undertaker e Kane hanno fatto il loro ritorno attaccando tutti i componenti della Wyatt Family. Nella puntata di SmackDown del 12 novembre Wyatt ha sfidato i Brothers of Destruction a un Tag Team match per Survivor Series.
Nella puntata di Raw del 2 novembre Paige ha sconfitto Becky Lynch, Brie Bella e Sasha Banks in un Fatal 4-Way match diventando così la prima sfidante al Divas Championship di Charlotte per Survivor Series.
Nella puntata di SmackDown del 22 ottobre Tyler Breeze ha debuttato nel main roster attaccando Dolph Ziggler. Nella puntata di SmackDown del 29 ottobre Breeze ha nuovamente attaccato Ziggler. In seguito ai continui attacchi tra i due, è stato annunciato un match tra Breeze e Ziggler per Survivor Series.
Torneo per la riassegnazione del titolo
|  | Ottavi di finale 9 novembre (Raw) | Ottavi di finale 9 novembre (Raw) | Ottavi di finale 9 novembre (Raw) |                 |               | Quarti di finale 16 novembre (Raw) | Quarti di finale 16 novembre (Raw) | Quarti di finale 16 novembre (Raw) |              |  | Semifinali 22 novembre (Survivor Series) | Semifinali 22 novembre (Survivor Series) | Semifinali 22 novembre (Survivor Series) |              |  | Finale 22 novembre (Survivor Series) | Finale 22 novembre (Survivor Series) | Finale 22 novembre (Survivor Series) |
|  |                                   |                                   |                                   |                 |               |                                    |                                    |                                    |              |  |                                          |                                          |                                          |              |  |                                      |                                      |                                      |
|  |                                   | Roman Reigns                      | Schienamento                      |                 |               |                                    |                                    |                                    |              |  |                                          |                                          |                                          |              |  |                                      |                                      |                                      |
|  |                                   | Big Show                          | 14:32                             |                 |               |                                    |                                    |                                    |              |  |                                          |                                          |                                          |              |  |                                      |                                      |                                      |
|  |                                   | Big Show                          | 14:32                             |                 | Roman Reigns  | Schienamento                       |                                    |                                    |              |  |                                          |                                          |                                          |              |  |                                      |                                      |                                      |
|  |                                   |                                   |                                   |                 | Roman Reigns  | Schienamento                       |                                    |                                    |              |  |                                          |                                          |                                          |              |  |                                      |                                      |                                      |
|  |                                   |                                   |                                   | Cesaro          | 20:21         |                                    |                                    |                                    |              |  |                                          |                                          |                                          |              |  |                                      |                                      |                                      |
|  |                                   | Sheamus                           | 10:08                             | Cesaro          | 20:21         |                                    |                                    |                                    |              |  |                                          |                                          |                                          |              |  |                                      |                                      |                                      |
|  |                                   | Sheamus                           | 10:08                             |                 |               |                                    |                                    |                                    |              |  |                                          |                                          |                                          |              |  |                                      |                                      |                                      |
|  |                                   | Cesaro                            | Schienamento                      |                 |               |                                    |                                    |                                    |              |  |                                          |                                          |                                          |              |  |                                      |                                      |                                      |
|  |                                   |                                   |                                   |                 |               |                                    |                                    | Roman Reigns                       | Schienamento |  |                                          |                                          |                                          |              |  |                                      |                                      |                                      |
|  |                                   |                                   |                                   |                 |               |                                    |                                    |                                    | Schienamento |  |                                          |                                          |                                          |              |  |                                      |                                      |                                      |
|  |                                   |                                   | Alberto Del Rio                   | 14:01           |               |                                    |                                    |                                    |              |  |                                          |                                          |                                          |              |  |                                      |                                      |                                      |
|  |                                   | Kalisto                           | Alberto Del Rio                   | 14:01           | Schienamento  |                                    |                                    |                                    |              |  |                                          |                                          |                                          |              |  |                                      |                                      |                                      |
|  |                                   | Kalisto                           |                                   |                 | Schienamento  |                                    |                                    |                                    |              |  |                                          |                                          |                                          |              |  |                                      |                                      |                                      |
|  |                                   | Ryback                            | 08:48                             |                 |               |                                    |                                    |                                    |              |  |                                          |                                          |                                          |              |  |                                      |                                      |                                      |
|  |                                   | Ryback                            | 08:48                             |                 | Kalisto       | 10:04                              |                                    |                                    |              |  |                                          |                                          |                                          |              |  |                                      |                                      |                                      |
|  |                                   |                                   |                                   |                 | Kalisto       | 10:04                              |                                    |                                    |              |  |                                          |                                          |                                          |              |  |                                      |                                      |                                      |
|  |                                   |                                   |                                   | Alberto Del Rio | Schienamento  |                                    |                                    |                                    |              |  |                                          |                                          |                                          |              |  |                                      |                                      |                                      |
|  |                                   | Stardust                          | 07:07                             | Alberto Del Rio | Schienamento  |                                    |                                    |                                    |              |  |                                          |                                          |                                          |              |  |                                      |                                      |                                      |
|  |                                   | Stardust                          | 07:07                             |                 |               |                                    |                                    |                                    |              |  |                                          |                                          |                                          |              |  |                                      |                                      |                                      |
|  |                                   | Alberto Del Rio                   | Schienamento                      |                 |               |                                    |                                    |                                    |              |  |                                          |                                          |                                          |              |  |                                      |                                      |                                      |
|  |                                   |                                   |                                   |                 |               |                                    |                                    |                                    |              |  |                                          |                                          | Roman Reigns                             | Schienamento |  |                                      |                                      |                                      |
|  |                                   |                                   |                                   |                 |               |                                    |                                    |                                    |              |  |                                          |                                          |                                          |              |  |                                      |                                      |                                      |
|  |                                   |                                   | Dean Ambrose                      | 09:02           |               |                                    |                                    |                                    |              |  |                                          |                                          |                                          |              |  |                                      |                                      |                                      |
|  |                                   | Kevin Owens                       | Dean Ambrose                      | 09:02           | Schienamento  |                                    |                                    |                                    |              |  |                                          |                                          |                                          |              |  |                                      |                                      |                                      |
|  |                                   | Kevin Owens                       |                                   |                 | Schienamento  |                                    |                                    |                                    |              |  |                                          |                                          |                                          |              |  |                                      |                                      |                                      |
|  |                                   | Titus O'Neil                      | 06:52                             |                 |               |                                    |                                    |                                    |              |  |                                          |                                          |                                          |              |  |                                      |                                      |                                      |
|  |                                   | Titus O'Neil                      | 06:52                             |                 | Kevin Owens   | Schienamento                       |                                    |                                    |              |  |                                          |                                          |                                          |              |  |                                      |                                      |                                      |
|  |                                   |                                   |                                   |                 | Kevin Owens   | Schienamento                       |                                    |                                    |              |  |                                          |                                          |                                          |              |  |                                      |                                      |                                      |
|  |                                   |                                   |                                   | Neville         | 10:44         |                                    |                                    |                                    |              |  |                                          |                                          |                                          |              |  |                                      |                                      |                                      |
|  |                                   | King Barrett                      | 15:27                             | Neville         | 10:44         |                                    |                                    |                                    |              |  |                                          |                                          |                                          |              |  |                                      |                                      |                                      |
|  |                                   | King Barrett                      | 15:27                             |                 |               |                                    |                                    |                                    |              |  |                                          |                                          |                                          |              |  |                                      |                                      |                                      |
|  |                                   | Neville                           | Schienamento                      |                 |               |                                    |                                    |                                    |              |  |                                          |                                          |                                          |              |  |                                      |                                      |                                      |
|  |                                   |                                   |                                   |                 |               |                                    |                                    | Kevin Owens                        | 11:19        |  |                                          |                                          |                                          |              |  |                                      |                                      |                                      |
|  |                                   |                                   |                                   |                 |               |                                    |                                    |                                    | 11:19        |  |                                          |                                          |                                          |              |  |                                      |                                      |                                      |
|  |                                   |                                   | Dean Ambrose                      | Schienamento    |               |                                    |                                    |                                    |              |  |                                          |                                          |                                          |              |  |                                      |                                      |                                      |
|  |                                   | Dolph Ziggler                     | Dean Ambrose                      | Schienamento    | Schienamento  |                                    |                                    |                                    |              |  |                                          |                                          |                                          |              |  |                                      |                                      |                                      |
|  |                                   | Dolph Ziggler                     |                                   |                 | Schienamento  |                                    |                                    |                                    |              |  |                                          |                                          |                                          |              |  |                                      |                                      |                                      |
|  |                                   | The Miz                           | 04:59                             |                 |               |                                    |                                    |                                    |              |  |                                          |                                          |                                          |              |  |                                      |                                      |                                      |
|  |                                   | The Miz                           | 04:59                             |                 | Dolph Ziggler | 16:41                              |                                    |                                    |              |  |                                          |                                          |                                          |              |  |                                      |                                      |                                      |
|  |                                   |                                   |                                   |                 | Dolph Ziggler | 16:41                              |                                    |                                    |              |  |                                          |                                          |                                          |              |  |                                      |                                      |                                      |
|  |                                   |                                   |                                   | Dean Ambrose    | Schienamento  |                                    |                                    |                                    |              |  |                                          |                                          |                                          |              |  |                                      |                                      |                                      |
|  |                                   | Tyler Breeze                      | 11:07                             | Dean Ambrose    | Schienamento  |                                    |                                    |                                    |              |  |                                          |                                          |                                          |              |  |                                      |                                      |                                      |
|  |                                   | Tyler Breeze                      | 11:07                             |                 |               |                                    |                                    |                                    |              |  |                                          |                                          |                                          |              |  |                                      |                                      |                                      |
|  |                                   | Dean Ambrose                      | Schienamento                      |                 |               |                                    |                                    |                                    |              |  |                                          |                                          |                                          |              |  |                                      |                                      |                                      |

## Risultati
| #       | Incontri                                                                                                   | Stipulazioni                                                                                     | Durata |
| ------- | --- | ------------------------------------------------------------------------------------------------ | ------ |
| Kickoff | I Dudley Boyz, Goldust, Neville e Titus O'Neil hanno sconfitto gli Acension, Bo Dallas, The Miz e Stardust | Five-on-five traditional survivor series elimination match                                       | 18:10  |
| 1       | Roman Reigns ha sconfitto Alberto Del Rio (con Zeb Colter)                                                 | Semifinale del torneo per il WWE World Heavyweight Championship                                  | 14:05  |
| 2       | Dean Ambrose ha sconfitto Kevin Owens                                                                      | Semifinale del torneo per il WWE World Heavyweight Championship                                  | 11:20  |
| 3       | I Lucha Dragons, gli Usos e Ryback hanno sconfitto il New Day, King Barrett e Sheamus                      | Five-on-five traditional survivor series elimination match                                       | 17:33  |
| 4       | Charlotte (c) ha sconfitto Paige per sottomissione                                                         | Single match per il WWE Divas Championship                                                       | 14:18  |
| 5       | Tyler Breeze (con Summer Rae) ha sconfitto Dolph Ziggler                                                   | Single match                                                                                     | 06:41  |
| 6       | I Brothers of Destruction hanno sconfitto Bray Wyatt e Luke Harper (con Braun Strowman)                    | Tag team match                                                                                   | 10:18  |
| 7       | Roman Reigns ha sconfitto Dean Ambrose                                                                     | Finale del torneo per il WWE World Heavyweight Championship                                      | 09:02  |
| 8       | Sheamus ha sconfitto Roman Reigns (c)                                                                      | Single match per il WWE World Heavyweight Championship Sheamus ha incassato il Money in the Bank | 00:39  |

Five-on-five survivor series elimination match
| #              | Wrestler                                               | Eliminato da                                           | Tempo                                                  |
| -------------- | ------------------------------------------------------ | ------------------------------------------------------ | ------------------------------------------------------ |
| 1°             | Viktor                                                 | Goldust                                                | 00:30                                                  |
| 2°             | Konnor                                                 | Bubba Ray Dudley                                       | 05:27                                                  |
| 3°             | Neville                                                | The Miz                                                | 08:40                                                  |
| 4°             | The Miz                                                | Goldust                                                | 09:05                                                  |
| 5°             | Bo Dallas                                              | Titus O'Neil                                           | 17:20                                                  |
| 6°             | Stardust                                               | D-Von Dudley                                           | 18:10                                                  |
| Sopravvissuti: | Bubba Ray Dudley, D-Von Dudley, Goldust e Titus O'Neil | Bubba Ray Dudley, D-Von Dudley, Goldust e Titus O'Neil | Bubba Ray Dudley, D-Von Dudley, Goldust e Titus O'Neil |

| #              | Wrestler                  | Eliminato da              | Tempo                     |
| -------------- | ------------------------- | ------------------------- | ------------------------- |
| 1°             | King Barrett              | Sin Cara                  | 07:46                     |
| 2°             | Jimmy Uso                 | Xavier Woods              | 09:22                     |
| 3°             | Sin Cara                  | Sheamus                   | 10:42                     |
| 4°             | Big E                     | Jey Uso                   | 11:30                     |
| 5°             | Kofi Kingston             | –                         | 11:30                     |
| 6°             | Xavier Woods              | –                         | 11:30                     |
| 7°             | Sheamus                   | Ryback                    | 17:33                     |
| Sopravvissuti: | Jey Uso, Kalisto e Ryback | Jey Uso, Kalisto e Ryback | Jey Uso, Kalisto e Ryback |

## Minacce dell'ISIS
L'FBI ha studiato una presunta minaccia di attacco da parte dell'ISIS previsto per Survivor Series, ma non ha trovato alcuna prova al riguardo.
(Federal Bureau of Investigation, 21 novembre 2015)
La sera del 21 novembre 2015, giorno precedente a Survivor Series, la World Wrestling Entertainment ha rilasciato un comunicato ufficiale in cui ha affermato che l'evento si sarebbe svolto regolarmente. Nessun attacco dell'ISIS è avvenuto durante lo show.